# 고든 램지
고든램지(영어: Gordon James Ramsay Jr. /ˈræm.ziː/, OBE, 1966년 11월 8일 ~ )는 스코틀랜드의 요리사이자, 식당 경영자, 푸드 작가, 방송인이다.
그의 레스토랑은 세계적인 레스토랑 가이드의 《미슐랭 스타》를 15개 획득하였고, 현재는 14개를 보유하고 있다. 2001년 그는 런던 첼시에 위치한 고든 램지 레스토랑에 미슐랭 스타 3개를 받으며 세계적인 유명 쉐프로 이름을 알렸다. 또한 대한민국에서도 큰 인기를 끌고 있는 영국 시리즈 《헬's 키친》, 《더 F 워드》, 《램지의 키친 나이트메어》와 미국 버전의 《헬's 키친》과 《키친 나이트메어》, 《마스터 셰프》 등의 요리 리얼리티 쇼에 출연해 욕설도 서슴지 않는 카리스마를 보여 유명세를 얻었다.

## 어린 시절
램지는 스코틀랜드 렌프루셔 존스톤(Johnstone)에서 태어났다.
 가족은 그가 만 5세때 잉글랜드 워릭셔주 스트랫퍼드어폰에이번으로 이동했다. 램지는 2남 2녀 중 셋째로 형제로는 누나 다이앤과 형 로니, 여동생 이본느가 있다. 램지의 아버지 고든 제임스 시니어(1997년 사망)는 수영장 관리자와 용접공, 가게 주인 등으로 일했고 어머니 헬렌 코즈그로브와 여동생 이본느는 간호사였다.
램지는 자신의 어린 시절을 "절망적인 순회"였다고 설명했고, 가끔은 지독한 알콜 중독에 빠진 아버지의 열망과 실패로 그의 가족은 지속적으로 다른 지역으로 이동해야 했다. 1976년, 램지의 가족은 마침내 스트랫퍼드어폰에이번에 안정적으로 정착했고, 램지는 비숍턴 지역의 마을에서 성장했다. 램지는 자신의 자서전 《험블 파이》에서 램지는 그의 어린 시절에 대해 학대와 방치된 "술을 많이 마시는 바람둥이"라고 서술하였다. 16세 때 램지는 집을 나와 옥스퍼드셔주 밴버리(Banbury)로 떠났다.

## 초기 요리사 경력
고든 램지는 영국 최초로 미슐랭 3스타를 획득한 피에르 코프만을 시사한 요리사 중 한 명이다..

## 기업 이미지와 리셉션

### 요리 평가
미슐랭 스타가 3개이다..

## 상훈 내역
1998년에 램지는 자신의 이름을 내건 첫 번째 식당으로 런던 첼시의 로열 호스피털 로드에 위치한 《레스토랑 고든 램지》을 오픈했고, 2001년에는 런던의 《저갯 서베이》에서 조사한 "영국 최고 레스토랑"으로 선정되었고, 프랑스의 세계적인 레스토랑 가이드 가이드의 미슐랭 스타 최고 등급인 미슐랭 스타 3개를 획득한 최초의 스코틀랜드 출신 요리사이다.
2011년 《데일리 메일》은 램지가 주방에서보다 텔레비전에 더 많은 시간을 보냈다고 주장하지만, 여전히 그는 자신의 첼시 레스토랑에 미슐랭 스타 3개를 유지했다. 그 당시 램지는 자신의 레스토랑에 3개의 미슐랭 스타를 유지하기 위해 영국에서 유일하게 한 곳에서만 요리사로 일했다.
2006년에는 서비스업에서의 공헌을 인정받아(For Services to the Hospitality Industry), 대영 제국 4등급 훈장(OBE)을 받았다. 하지만 램지는 비행기의 지연 때문에 훈장을 직접 받지는 못했다고 한다.
2006년 7월, 램지는 외식·숙박업에 관한 영국에서 가장 권위있는 상인 카티 상을 "올해의 독립 식당 경영자"에 선정되면서 3번째로 받았는데, 당시 영국에서 이 상을 3회 수상한 사람은 3명이었다.
2006년 9월, 그는 출장 서비스 및 《호텔키퍼 매거진》(호텔인 전문 잡지)에서 발표한 연간 출장 서비스 검색 (100)의 리스트에서 "영국의 서비스업( 서비스업(호텔·식당업 등)에서 가장 영향력있는 사람"으로 선정되었다. 2005년에는 제이미 올리버의 순위를 추월했다.
또한 2006년, 램지는 세인트앤드루스 대학교의 학장(Rector) 후보로 지명되었지만, 여론 조사에서 사이먼 페퍼(Simon Pepper)에 밀렸다.
램지의 대표 레스토랑 "레스토랑 고든 램지"는 8년간 런던 최고의 레스토랑으로 선정되며 1위를 굳혔지만, 2008년에는 전 제자 마커스 워레잉이 운영하는 식당보다 아래의 순위에 입상했다.
2013년 1월에 램지는 요리 명예의 전당(Culinary Hall of Fame)에 입성하였다.

## 사생활
램지는 1996년 몬테소리 교육법을 가르치는 교사였던 타나 램지와 결혼했다. 두 사람은 6명의 자녀를 두고 있으며, 메간 제인 (Megan Jane, 1998년 출생), 쌍둥이 남매인 잭 스콧 (Jack Scott)과 할리 안나 (Holly Anna, 2000년 출생)와, 마틸다 엘리자베스 (Matilda Elizabeth, 2002년 출생), 오스카 제임스 (Oscar James, 2019년 출생), 제시 제임스 (Jesse James, 2023년 출생)가 있다. 그들은 런던 남부 원즈워스에서 살고 있다. 램지의 장인 크리스 허치슨(Chris Hutcheson)은 램지의 레스토랑 기업의 사업 운영에 대한 영업 활동을 2010년까지 하였다.

## 고든 램지가 소유한 레스토랑
영국
메이즈 그릴, 메이즈, 박스 우드, Ramsay, Bread Street
미국
라스베가스 햄버거

## 출연 작품

### 텔레비전, 영화
| 년도   | 제목 원제목                                            | 비고                                        |
| ------ | ------------------------------------------------------ | ------------------------------------------- |
| 1998년 | 《보일링 포인트》 Boiling Point                        | 채널 4 5부작, 다큐멘터리                    |
| 2000년 | 《비욘드 보일링 포인트》 Beyond Boiling Point          | 채널 4 6부작, 다큐멘터리                    |
| 2002년 | 《램지 - 트러블 앳 더 탑》 Ramsay - Trouble at the Top | 콘노트 호텔 레스토랑 인수에 관한 다큐멘터리 |
| 2011년 | 《사랑의 주방》 Love's Kitchen                         |                                             |

| 년도                                   | 방송사              | 제목 원제목                                                                | 비고                                              |
| -------------------------------------- | ------------------- | -------------------------------------------------------------------------- | ------------------------------------------------- |
| 2002년, 2006년                         | BBC 2               | 《탑 기어》 Top Gear                                                       | 게스트 출연                                       |
| 2004년 ~ 2009년                        | 채널 4              | 《미션! 최고의 레스토랑》 Ramsay's Kitchen Nightmares                      |                                                   |
| 2004년 ~ 2009년                        | ITV                 | 《헬's 키친 - 영국》 Hell's Kitchen UK                                     |                                                   |
| 2005년 ~ 현재                          | Fox                 | 《hell's 키친 - 미국》 Hell's Kitchen US                                   |                                                   |
| 2005년 ~ 2010년                        | 채널 4              | 《더 F 워드》 The F Word                                                   |                                                   |
| 2006년, 2008년, 2010년, 2012년, 2014년 | ITV                 | 《싸커 에이드》 Soccer Aid                                                 | 영국 유명인사들이 참여하는 유니세프 자선 축구경기 |
| 2007년                                 | BBC 2               | 《엑스트라스 크리스마스 스페셜》 Extras Christmas Special                  |                                                   |
| 2007년 ~ 2014년                        | Fox                 | 《키친 나이트메어》 Kitchen Nightmares                                     |                                                   |
| 2008년                                 | 채널 4              | 《고든 램지: 쿡어롱 라이브》 Gordon Ramsay: Cookalong Live                 |                                                   |
| 2009년                                 | Fox                 | 《고든 램지: 쿡어롱 라이브 - 미국》 Gordon Ramsay: Cookalong Live US       |                                                   |
| 2010년                                 | 채널 4              | 《고든의 그레이트 이스케이프》 Gordon's Great Escape                       |                                                   |
| 2010년 ~ 현재                          | Fox                 | 《마스터 셰프 - 미국》 MasterChef US                                       |                                                   |
| 2010년                                 | 채널 4              | 《램지의 최고의 레스토랑》 Ramsay's Best Restaurant                        |                                                   |
| 2010년                                 | 채널 4              | 《크리스마스 위드 고든》 Christmas with Gordon                             |                                                   |
| 2011년                                 | Fox                 | 《심슨 가족》 The Simpsons                                                 | 에피소드: "The Food Wife" 편                      |
| 2012년                                 | 채널 4              | 《고든 램지 비하인드 바》 Gordon Behind Bars                               |                                                   |
| 2012년 ~ 현재                          | Fox                 | 《호텔 헬》 Hotel Hell                                                     |                                                   |
| 2012년 ~ 현재                          | 채널 4              | 《고든 램지의 최후의 요리법 강좌》 Gordon Ramsay's Ultimate Cookery Course |                                                   |
| 2012년                                 | 채널 4              | 《호텔 GB》 Hotel GB                                                       |                                                   |
| 2013년 ~ 현재                          | 채널 4              | 《고든 램지의 가정 요리》 Gordon Ramsay's Home Cooking                     |                                                   |
| 2013년 ~ 현재                          | Fox                 | 《마스터 셰프 주니어》 MasterChef Junior                                   |                                                   |
| 2013년                                 | ITV                 | Ant & Dec's Saturday Night Takeaway                                        |                                                   |
| 2017년                                 | SBS 모비딕 네이버TV | 《양세형의 숏터뷰》                                                        |                                                   |
| 2017년                                 | SBS                 | 《본격연예 한밤》                                                          | 한국 예능 첫 출연작                               |
| 2017년                                 | JTBC                | 《냉장고를 부탁해》                                                        | 도전 셰프로 출연                                  |

## 저서
램지는 1996년부터 총 20권의 도서를 출간하였다. 또한 《타임스》 토요일 잡지에 음식, 음료에 관한 칼럼을 쓰고 있다.
- 《Gordon Ramsay’s Passion For Flavour》 (1996년) ISBN 978-1850298410
- 《Gordon Ramsay’s Passion For Seafood》 (1999년) ISBN 978-1850299936
- 《Gordon Ramsay A Chef For All Seasons》 (2000년) ISBN 978-1580082341
- ※Gordon Ramsay’s Just Desserts《 (2001년) ISBN 978-1571457011
- 《Gordon Ramsay’s Secrets》 (2003년) ISBN 978-1844000371
- 《Gordon Ramsay’s Kitchen Heaven》 (2004년) ISBN 978-0141017976
- 《Gordon Ramsay Makes It Easy》 (2005년) ISBN 978-0141017976
- 《Gordon Ramsay Easy All Year Round》 (2006년) ISBN 978-0764598784
- 《Gordon Ramsay's Sunday Lunch and other recipes from the F word》 (2006년) ISBN 978-1844002801
- 《Humble Pie》 (2006년) ISBN 978-0007270965
- 《Roasting in Hell's Kitchen》 (2006) (미국 출간제목: Humble Pie) ISBN 978-0061191985
- 《Gordon Ramsay's Fast Food Recipes from the F Word》 (2007년) ISBN 978-1844004539
- 《Playing With Fire》 (2007년) ISBN 0007259883
- 《Recipes From a 3 Star Chef》 (2007년) ISBN 978-1844005000
- 《Gordon Ramsay's Three Star Chef》 (2008년) ISBN 978-1554700905
- 《Gordon Ramsay's Fast Food》 (2008년) ISBN 978-1554700646
- 《Gordon Ramsay's Healthy Appetite》 (2008년) ISBN 978-1402797880
- 《Cooking for Friends: Food from My Table》 (2008년) ISBN 978-0061435041
- 《Gordon Ramsay's On Top of The World》 (2009년) ISBN 978-1844547036
- 《Gordon Ramsay's World Kitchen: Recipes from "The F Word"》 (2009년) ISBN 978-1554701995
- 《Ramsay's Best Menus》 (2010년) ISBN 978-1844009152
- 《Gordon Ramsay's Great Escape: 100 of my favourite Indian recipes》 (2010년) ISBN 978-0007267057
- 《Gordon's Great Escape: 100 of my favourites South-east Asia recipes》 (2011년) ISBN 978-0007267040
- 《Gordon Ramsay's Ultimate Cookery Course》 (2012년) ISBN 978-1444756692
- 《Gordon Ramsay's Home Cooking: Everything You Need to Know to Make Fabulous Food》 (2013년) ISBN 978-1455525256

마스터 셰프 시리즈
- 《Pasta Sauces》 (1996년)
- 《Fish And Shellfish》 (1997년)

쿡 카드
- 《Hot Dinners》 (2006년)
- 《Cool Sweets》 (2006년)